# Josiane Balasko
Josiane Balasko (rodným jménem Josiane Balaskovic; * 15. dubna 1950 Paříž) je francouzská herečka a režisérka. Svou první roli dostala v roce 1973 ve filmu L'Agression režiséra Franka Cassentiho. V roce 1990 byla za svou roli ve filmu Příliš krásná nominována na Césara pro nejlepší herečku; nominace se opakovala v roce 1994 za roli ve filmu Tout le monde n'a pas eu la chance d'avoir des parents communistes a znovu o deset let později za film Cette femme-là. V roce 2000 získala Čestného Césara. Jejím manželem byl sochař Philippe Berry a později herec George Aguilar.

## Filmografie (výběr)
- Nájemník (1976)
- Zvíře (1977)
- Dovolená po francouzsku (1978)
- Dovolená po francouzsku 2 (1979)
- Každý začátek je těžký (1981)
- Hasnoucí den (1981)
- Dědoušek se dal na odboj (1983)
- Pomsta opeřeného hada (1984)
- Příliš krásná (1989)
- Můj život je peklo (1991)
- Manželství po francouzsku (1995)
- Dědictví z Las Vegas (1997)
- Herci (2000)
- Zločin v ráji (2001)
- Viděl jsem, jak byl zabit Ben Barka (2005)
- Můj život v Neuilly (2009)
- Ježek (2009)
- Radostná událost (2011)
- Sport de filles (2012)